# London Borough of Waltham Forest
Der London Borough of Waltham Forest [ˈwɔːlθəm ˈfɒɹɪst] ist ein Stadtbezirk von London. Er liegt im Nordosten der Stadt.

## Entstehung
Bei der Gründung der Verwaltungsregion Greater London im Jahr 1965 entstand er aus dem Municipal Borough of Chingford, dem Municipal Borough of Leyton und dem Municipal Borough of Walthamstow in der Grafschaft Essex. Der Name „Walthamstow“ stammt ab von dem erstmals im Jahre 1075 unter dem Namen Wilcumestowe („The Place of Welcome“, „Ort des Willkommens“) bekannten und im Domesday Book von 1086 als Wilcumestou benannten Bezirk.
Im Bezirk befinden sich das Walthamstow College, die William Morris-Gallery und das Vestry House Museum, Vestry Road, ein ehemaliges Arbeitshaus. Der 1885 begründete Straßenmarkt in der High Street ist mit einem Kilometer der angeblich längste in Europa.

## Stadtteile
- Bakers Arms
- Cann Hall
- Chingford*
- Chingford Hatch
- Friday Hill
- Highams Park*
- Leyton
- Leytonstone*
- Upper Walthamstow
- Walthamstow*

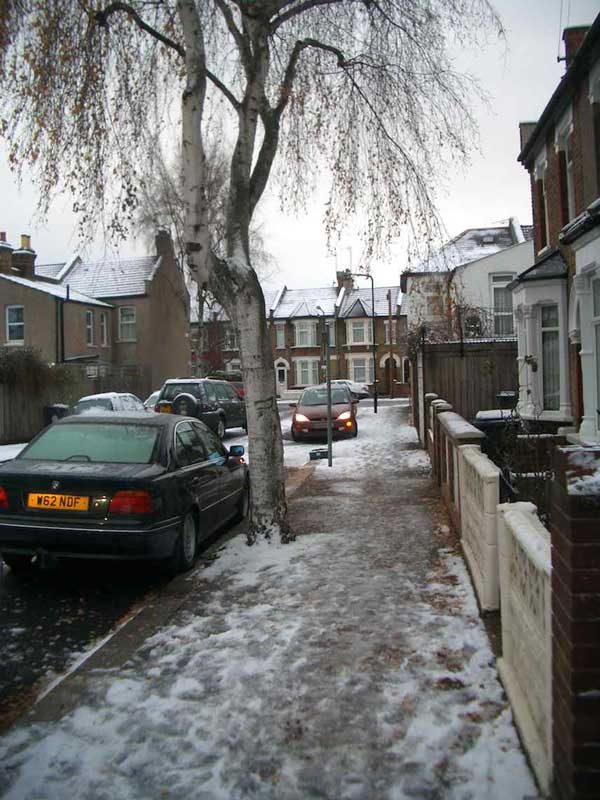
Melbourne Road, Lower Walthamstow

* — Zu entsprechenden Stadtteilen gibt es noch keine eigenen Artikel, nur Weiterleitungen hierher.

## Bevölkerung
Die Bevölkerung setzte sich 2008 aus 62,7 % Weißen, 15,2 % Asiaten, 15,5 % Schwarzen und 1,0 % Chinesen zusammen.

## Sport
Im Stadtteil Leyton befindet sich das Stadion Brisbane Road von Leyton Orient.

## Persönlichkeiten
Sortiert nach Jahrgang

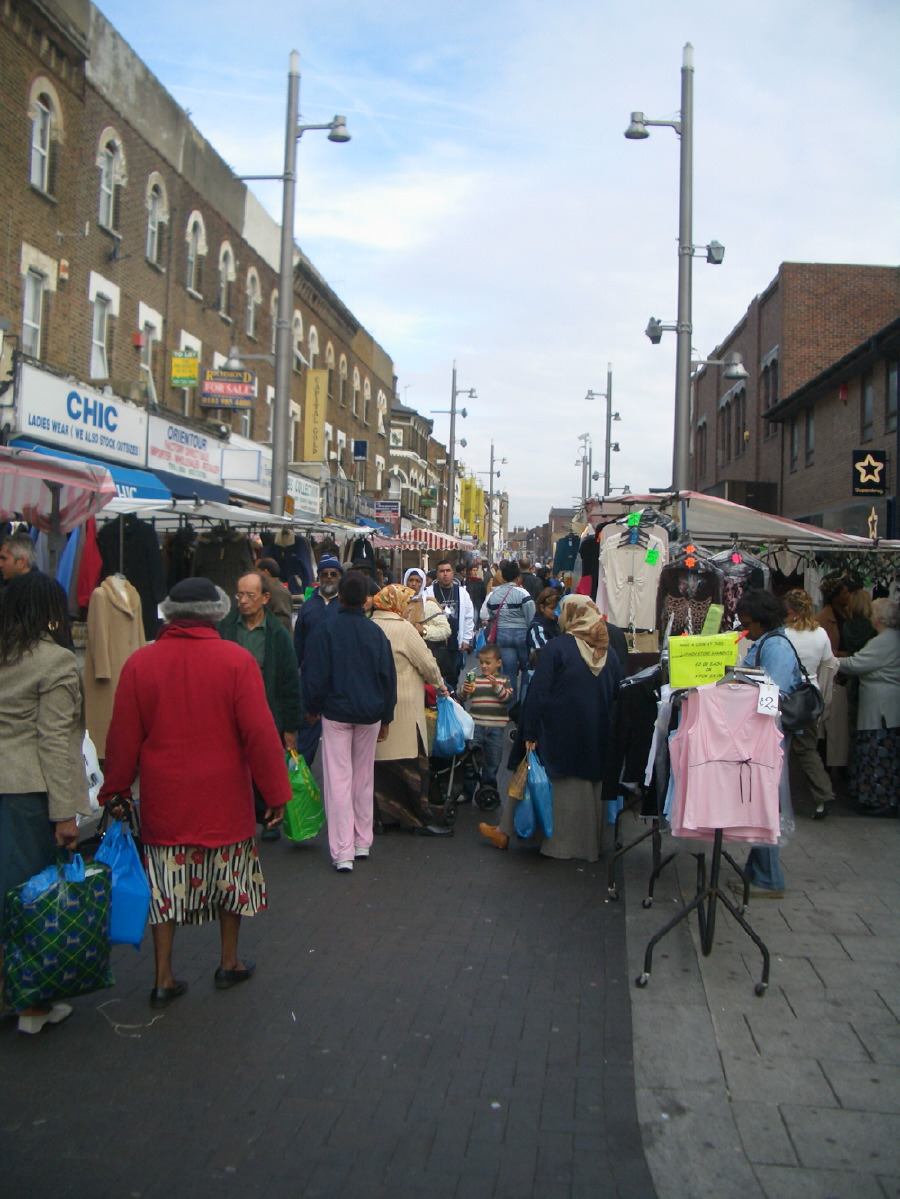
Walthamstow High Street

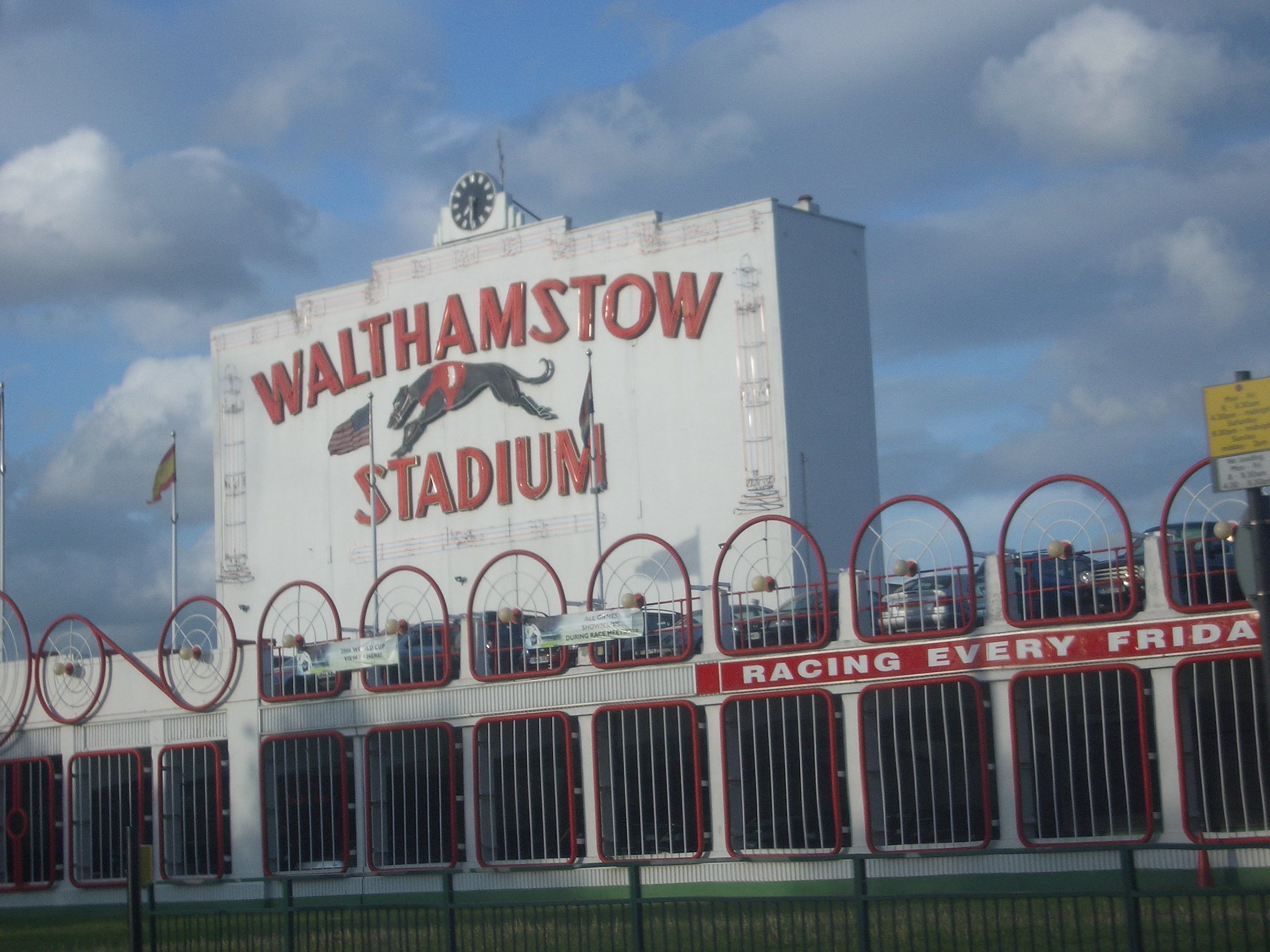
Walthamstow Stadium

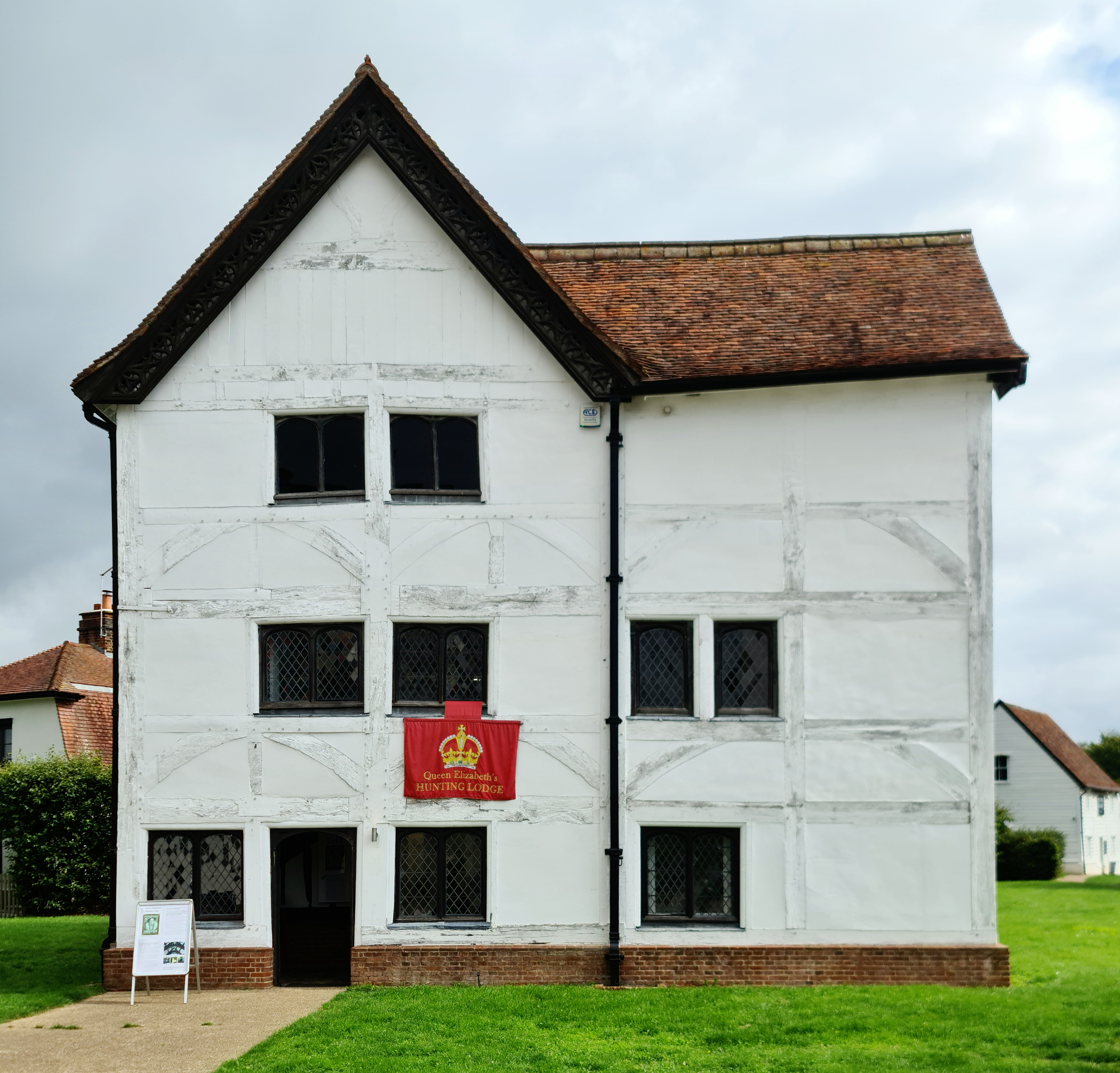
Jagdhaus von Queen Elizabeth I.

- William Cotton (1786–1866), Bankier und Erfinder
- William Morris (1834–1896), Künstler
- Thomas Griffith Taylor (1880–1963), australischer Geologe, Geograph Anthropologe und Polarforscher
- Madge Gill (1882–1961), Künstlerin der Art brut
- Jack Scales (1886–1962), Automobilrennfahrer
- Leonard Hussey (1891–1964), Meteorologe, Polarforscher und Mediziner
- Kaikhosru Shapurji Sorabji (1892–1988), Komponist und Pianist
- Alfred Hitchcock (1899–1980), Filmregisseur
- Vera Searle (1901–1998), Läuferin und Sportfunktionärin
- Eric Ashby, Baron Ashby (1904–1992), britischer Botaniker
- Thomas George Cowling (1906–1990), Astronom und Mathematiker
- Elsie Carrington (1919–2015), Tischtennisspielerin
- Derek de Solla Price (1922–1983), Wissenschaftshistoriker
- Peter Winch (1926–1997), Philosoph
- Dave Shepherd (1929–2016), Jazz-Klarinettist
- Beryl Swain (1936–2007), Motorradrennfahrerin, nahm 1962 als erste weibliche Fahrerin an dem gefährlichen Motorradrennen Isle of Man TT teil
- Keith Greene (1938–2021), Autorennfahrer
- Derek Jacobi (* 1938), Schauspieler
- John Lill (* 1944), Pianist
- Steve Hillage (* 1951), Musiker und Produzent
- Graham Gooch (* 1953), Cricketspieler
- Steve Harris (* 1956), Heavy-Metal-Bassist
- Paul Di’Anno (1958–2024), Metal-Sänger
- Jane Ray (* 1960), Illustratorin
- Teddy Sheringham (* 1966), Fußballspieler
- Dean Holdsworth (* 1968), Fußballspieler und -trainer
- Melanie Gutteridge (* 1972), Schauspielerin
- Simon Khan (* 1972), Golfspieler
- David Beckham (* 1975), Fußballspieler
- Jodi Albert (* 1983), Schauspielerin und Sängerin
- Colin Kâzım-Richards (* 1986), Fußballspieler
- Adam Smith (* 1991), Fußballspieler
- Andros Townsend (* 1991), Fußballspieler
- Benik Tunani Afobe (* 1993), Fußballspieler
- Harry Kane (* 1993), Fußballspieler
- Nico Yennaris (* 1993), chinesischer Fußballspieler zyprischer Abstammung
- Taylor Moore (* 1997), Fußballspieler
- Joe Willock (* 1999), Fußballspieler
- Bethany Shriever MBA(*1999),BMX Radrennfahrerin

ebenso:
- East 17 (1992–1999 und seit 2006), Boygroup

## Städtepartnerschaften
Der Hamburger Bezirk Wandsbek unterhält eine Bezirkspatenschaft mit dem London Borough of Waltham Forest. Sie wurde 1949 mit dem ehemaligen Municipal Borough of Leyton begründet.

## Trivia
Nach der Postleitzahl für Walthamstow, East 17 bzw. E 17, hat sich die englische Boygroup East 17 benannt.